# サルセーダ・デ・カセーラス

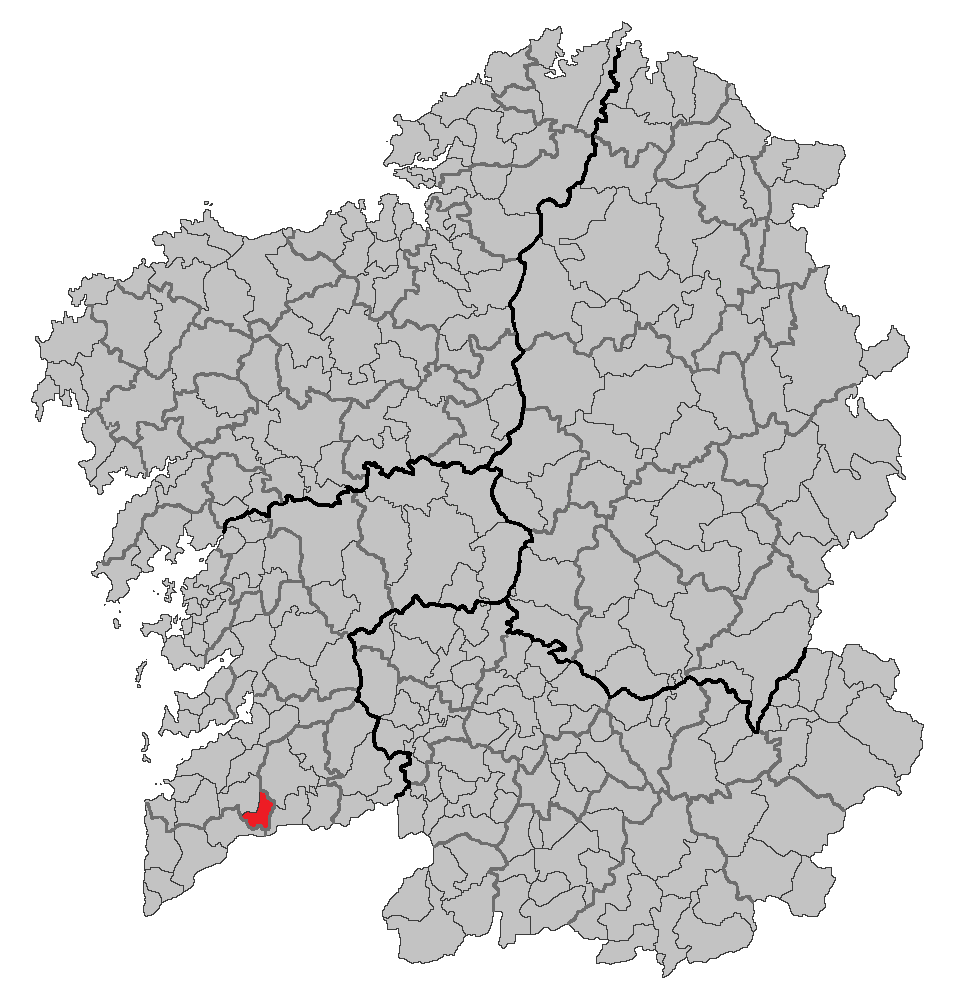
ガリシア州内の位置

サルセーダ・デ・カセーラス（Salceda de Caselas）は、スペイン、ガリシア州、ポンテベドラ県の自治体で、コマルカ・デ・ビーゴに属する。ガリシア統計局によると、2013年の人口は8,835人（2010年：8,448人、2009年：8,289人）。住民呼称は、男女同形のsalcedense。
ガリシア語話者の自治体人口に占める割合は98.06%（2001年）。

## 地理
サルセーダ・デ・カセーラスは、ポンテベドラ県の南部に位置し、コマルカ・デ・ビーゴに属する。北はポンテアレーアス、東はサルバテーラ・デ・ミーニョ、南はトゥイ、西はオ・ポリーニョの各自治体と隣接、自治体の中心地区はサンタ・マリーア・デ・サルセーダ教区のア・エスファラパーダ地区。
サルセーダ・デ・カセーラスはオ・ポリーニョ司法管轄区に属す。

### 人口
住民は7の教区の92の地区（集落）に居住する。
| サルセーダ・デ・カセーラスの人口推移 1900－2010         |
|                                                         |
| 出典:INE（スペイン国立統計局）1900年 - 1991年、1996年 - |

## 政治
自治体首長はガリシア民族主義ブロック（BNG）のマルコス・ベサーダ・ペレス（Marcos Besada Pérez）、自治体評議員はガリシア国民党（PPdeG）：6、ガリシア民族主義ブロック：6、ガリシア社会党（PSdeG-PSOE）：1となっている（2011年5月22日自治体選挙結果、得票順）。  
| 1999年6月13日自治体選挙 |        |        |          |
| 政党                    | 得票数 | 得票率 | 獲得議席 |
| PPdeG                   | 2,452  | 64.46% | 9        |
| BNG                     | 1,117  | 29.36% | 4        |
| PSdeG-PSOE              | 183    | 4.81%  | 0        |

| 2003年5月25日自治体選挙 |        |        |          |
| 政党                    | 得票数 | 得票率 | 獲得議席 |
| PPdeG                   | 2,393  | 55.82% | 8        |
| BNG                     | 1,333  | 31.09% | 4        |
| PSdeG-PSOE              | 517    | 12.06% | 1        |

| 2007年5月27日自治体選挙 |        |        |          |
| 政党                    | 得票数 | 得票率 | 獲得議席 |
| BNG                     | 2,133  | 43.58% | 6        |
| PPdeG                   | 1,899  | 38.80% | 5        |
| PSdeG-PSOE              | 816    | 16.67% | 2        |

| 2011年5月22日の自治体選挙 |        |        |          |
| 政党                      | 得票数 | 得票率 | 獲得議席 |
| PPdeG                     | 2,440  | 46.85% | 6        |
| BNG                       | 2,151  | 41.30% | 6        |
| PSdeG-PSOE                | 565    | 10.85% | 1        |

## 教区
サルセーダ・デ・カセーラスは7の教区に分けられる。太字は自治体中心地区のある教区。
- エンテンサ（サントス・シュスト・エ・パストール）
- パルデルビアス（サン・トメ）
- ア・ピコーニャ（サン・マルティーニョ）
- サン・シュルショ・デ・サルセーダ（サン・シュルショ）
- サンタ・マリーア・デ・サルセーダ（サンタ・マリーア）
- サント・エステーボ・デ・ブディーニョ（サント・エステーボ）
- ソウテーロ（サン・ビセンテ）